# “三个代表”重要思想

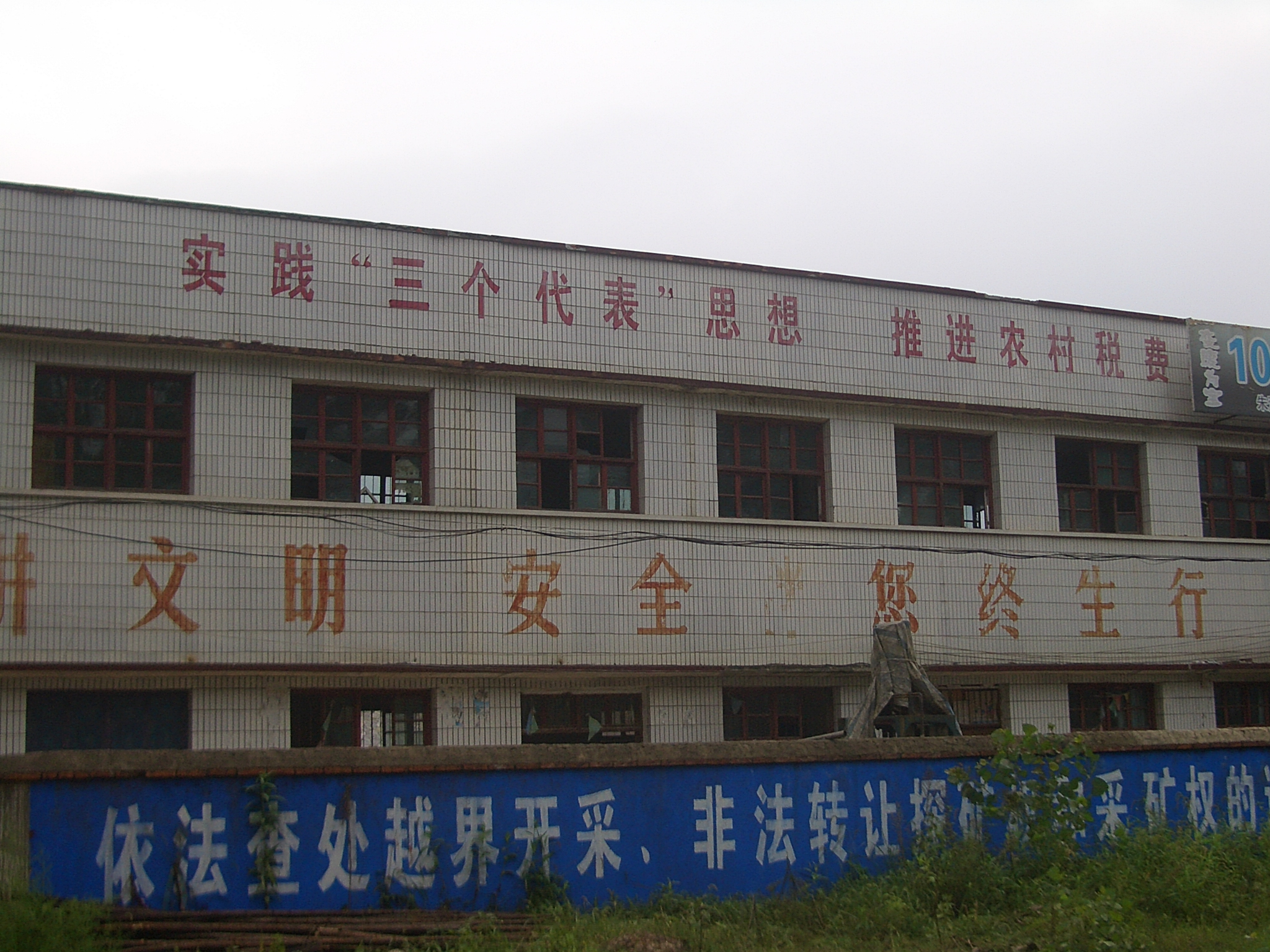
湖北省阳新县浮屠镇“三个代表”标语

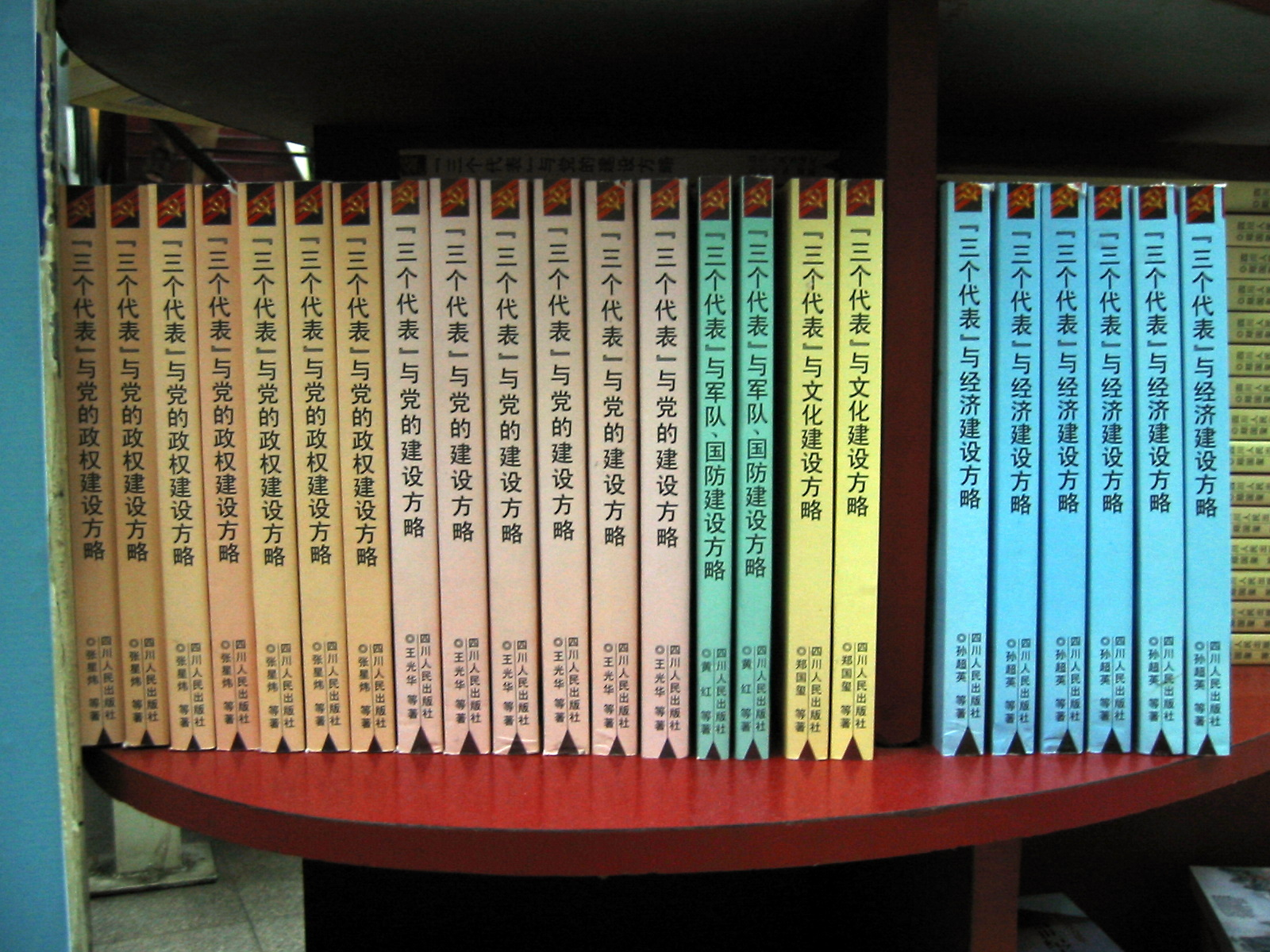
三个代表理论被用于各个领域的书籍，这些领域包括党政、国防、文化、经济建设。摄于2002年成都春熙路新华书店

“三个代表”重要思想，最早起源于2000年2月25日，由时任中国共产党中央委员会总书记江泽民在广东省高州市考察時首次提出的执政思想萌芽，2002年后被中共中央正式定名为“三个代表”重要思想。“三个代表”重要思想是中国共产党在探索中国特色社会主义理论体系的一套实践成果，也为中国共产党提供了在中华人民共和国长期执政的理论依据。

## 核心观点
“三個代表”重要思想要求中国共产党：
——要始终代表中国先進社會生產力的發展要求；
——要始终代表中国先进文化的前进方向；
——要始终代表中国最广大人民的根本利益。

## 主要内容
1. 发展是党执政兴国的第一要务。
2. 建立社会主义市场经济体制。
3. 全面建设小康社会。
4. 建设社会主义政治文明。
5. 实施“引进来”和“走出去”相结合的对外开放战略。
6. 推进党的建设新的伟大工程。

## 形成过程
- 2000年2月25日，江泽民在广东省高州市考察時初次提出“三个代表”思想[註 5]，从全面总结党的历史经验和如何适应新形势新任务的要求出发，首次对“三个代表”进行了比较全面的阐述。高州也因此成为三个代表的发源地。
- 2000年6月9日，江泽民在全国党校工作会议上第一次指出，“三个代表”重要思想所回答和解决的正是“建设什么样的党、怎样建设党”的重大问题。
- 2001年7月1日，在中國共產黨建黨80周年大會上的讲话中被其概括为中国共产党指导思想；[6]
- 2002年，中国共产党第十六次全国代表大会全面阐述了“三个代表”重要思想形成的时代背景、历史地位、精神实质和指导意义，将“三个代表”重要思想和马克思列宁主义、毛泽东思想和邓小平理论一道确立为党必须长期坚持的指导思想写入党章。
- 2002年后，这份文件的全名被定为“‘三个代表’重要思想”。[7]
- 随后几经阐发，逐渐成为中共的重要政治理论，并于2004年修改宪法时，被中国共产党全国代表大会和中华人民共和国全国人民代表大会分别正式写入了《中国共产党章程》和《中华人民共和国宪法》。

## 评价

### 正面评价
中国共产党认为，“三个代表”重要思想是对马克思列宁主义、毛泽东思想、邓小平理论的继承和发展，反映了当代世界和中国的发展变化对中国共产党和中国工作的新要求，是加强和改进中国共产党的建设、推进中国社会主义自我完善和发展的重要理论武器，是中国共产党集体智慧的结晶。
“三个代表”最重要的影响是，这标志着中国共产党开始从无产阶级政党向全民党进行转型。
2007年2月3日，《人民日报》发表社论《把學習〈江澤民文選〉活動引向深入》，文中写道：“《江澤民文選》是學習“三個代表”重要思想的最好教材。”
2022年11月30日，中国共产党中央委员会、中华人民共和国全国人民代表大会常务委员会、中华人民共和国国务院、中国人民政治协商会议全国委员会、中国共产党和中华人民共和国中央军事委员会联合发表的文章《告全党全军全国各族人民书》中评价道：“‘三个代表’重要思想最鲜明的特点和最突出的贡献，在于用一系列紧密联系、相互贯通的新思想新观点新论断，进一步回答了什么是社会主义、怎样建设社会主义的问题，创造性回答了建设什么样的党、怎样建设党的问题，是对马克思列宁主义、毛泽东思想、邓小平理论的继承和发展，深化了我们对新的时代条件下推进中国特色社会主义事业、加强党的建设的规律的认识。”

### 负面评价
反对者主张，由于“三个代表”说法的主体为某一政党，写入《中华人民共和国宪法》后使得宪法中政党与国家的关系更为混乱，认为该理论没有新意。“三个代表”有时被反對者戏称为“戴三个表”。民间有讽刺“三个代表”重要思想的顺口溜：毛泽东代表工农乞丐，邓小平代表地富反坏，江泽民代表贪污腐败。2000年6月，中国民主运动人士苏绍智分析指出“始终代表”的謬誤，和中共「偉大、光榮、正確」的口號一樣是大話和謊言。2013年7月，媒体人李小鸣說，“三个代表”只是提出中共要往哪个方向走，没有说明中共该怎么走、还要走多久，也没有具体解释何谓先进社会生产力的发展要求、何谓中国先进文化的前进方向、何谓中国最广大人民的根本利益。2013年5月，前趙紫陽智囊、中國憲政學者、法學家曹思源提出「從《憲法》中挖掉『三個代表』」，指“三個代表”寫入憲法是一種「倒退」。

## 延伸阅读
- 中共茂名市委宣傳部、茂名市教育局. . 廣東人民出版社. ISBN 978-7-218-03995-4 （中文）.